# Чемпионат СССР по классической борьбе 1979
48-й Чемпионат СССР по классической борьбе проходил в Москве с 19 по 23 июля 1979 года. Соревнования проводились совместно с Летней Спартакиадой народов СССР.
Параллельно со спартакиадным турниром проходили состязания на призы Спорткомитета СССР, в которых принимали участие спортсмены, принимавшие участие спортсмены, не попавшие в сборные команды союзных республик, а также зарубежные спортсмены. Если победитель параллельного турнира становился зарубежный борец, то в решающей схватке он встречался с победителем спартакиадного турнира и выигравший получал титул чемпиона спартакиады народов СССР. Если победителем параллельного турнира становился наш спортсмен, то тогда лауреат спартакиадного турнира сразу объявлялся чемпионом спартакиады, а между собой оба борца разыгрывали золотую медаль чемпиона СССР.
Спортсмены представляли команды всех союзных республик и Москвы и Ленинграда. Участвовали 153 борца.

## Медалисты
| Весовая категория   | Золото                                            | Серебро                                         | Бронза                                             |
| ------------------- | ------------------------------------------------- | ----------------------------------------------- | -------------------------------------------------- |
| Наилегчайший вес    | Александр Русанов Вооружённые Силы (Москва)       | Алексей Шумаков «Буревестник» (Красноярск)      | Жаксылык Ушкемпиров «Кайрат» (Алма-Ата)            |
| Легчайший вес       | Камиль Фаткулин «Буревестник» (Ташкент)           | Манвел Саградян «Труд» (Ростов-на-Дону)         | Павел Чижаев Вооружённые Силы (Кишинёв)            |
| Полулёгкий вес      | Виталий Константинов «Динамо» (Ульяновск)         | Василий Фомин «Трудовые резервы» (Киров)        | Виктор Пивоваров Вооружённые Силы (Москва)         |
| Лёгкий вес          | Евгений Давыдов «Динамо» (Ульяновск)              | Нельсон Давидян «Динамо» (Киев)                 | Борис Крамаренко Вооружённые Силы (Ростов-на-Дону) |
| 1-й полусредний вес | Александр Алиев Вооружённые Силы (Москва)         | Калуст Харахашян «Урожай» (Ростов-на-Дону)      | Геннадий Ермилов «Динамо» (Ростов-на-Дону)         |
| 2-й полусредний вес | Сурен Налбандян Вооружённые Силы (Ростов-на-Дону) | Вячеслав Мкртычев «Локомотив» (Москва)          | Ариф Нифтулаев Вооружённые Силы (Москва)           |
| 1-й средний вес     | Геннадий Корбан Вооружённые Силы (Москва)         | Аслан Жанимов Вооружённые Силы (Ростов-на-Дону) | Теймураз Абхазава «Динамо» (Кутаиси)               |
| 2-й средний вес     | Юрий Григорьев «Буревестник» (Омск)               | Виктор Авдышев «Нефтчи» (Баку)                  | Владимир Нечаев Вооружённые Силы (Москва)          |
| Полутяжёлый вес     | Михаил Саладзе «Динамо» (Тбилиси)                 | Николай Бабиашвили Вооружённые Силы (Тбилиси)   | Измаил Екутич «Спартак» (Краснодар)                |
| Тяжёлый вес         | Анатолий Ельчанинов «Спартак» (Тернополь)         | Александр Колчинский «Динамо» (Киев)            | Евгений Артюхин Вооружённые Силы (Москва)          |